# Винницкий округ
Винницкий округ (укр. Вінницька округа) — единица административного деления Украинской ССР, существовавшая с апреля 1923 по июль 1930 года. Административный центр — город Винница.
Образован в 1923 году в составе Подольской губернии. Изначально делился на 18 районов. Районное деление неоднократно менялось.
В июне 1925 года губернии на Украине были упразднены, и округ перешёл в прямое подчинение Украинской ССР.
Округ упразднён в июле 1930, как и большинство округов СССР. Районы переданы в прямое подчинение Украинской ССР.
По данным переписи 1926 года численность населения составляла 775,2 тыс. чел. В том числе украинцы — 84,1 %; евреи — 10,0 %; русские — 2,9 %; поляки — 2,5 %, городское население — 16,9 %.